# IMSAI 8080
IMSAI 8080 bilo je rano mikroračunalo koje je na tržište izašlo 1975. godine, zasnovano je na mikroprocesoru Intel 8080 (kasnije na Intel 8085) i sabirnici S-100. IMSAI 8080 bio je klon ranijeg MITS Altair 8800, jer MITS zbog niske kapitalizacije i sporosti u zadovoljavanju potražnje otvorio je mogućnost drugim tvrtkama ulazak na tržište. Ovo stanje je iskoristio IMSAI. Operacijski sistem je bila visoko modificirana inačica CP/Ma koja se zvala IMDOS. Ovaj operacijski sustav je razvila tvrtka IMSAI. Između 1975. i 1978. prodano je između 17.000 i 20.000 primjeraka.

## Tehnička svojstva
- Mikroprocesor: Intel 8080A
- Takt: 2Mhz
- ROM: 0 prilikom isporuke, proširivo na 2Kb ili 4Kb ovisno od kartice
- RAM: 256 bajta proširivo do 32KB ili 64KB
- Standardna sabirnica: S-100 s 22 rubna utora
- Grafika: 64x12 (ako se ugradi grafička kartica) ovisno o terminalu
- Ulazno/izlazne jedinice: zavisno od ugrađene S-100 kartice (serijski (jedan ili dva kanala), paralelni izlaz), kasetofon, disketna jedinica
- Konzola s tipkama za upravljanje strojem na prednjoj ploči
- Operativni sistem: CP/M

## Emulacija
Postoji nekoliko emulatora za IMSAI8080 za različite operativne sistem (Linux,OS X,Windows)
- Windows
- Windows, OS X, Linux:

## Reference u popularnoj kulturi
Računalo IMSAI 8080 pojavio se američkom filmu Wargames (1983.)

## Vanjske poveznice
- IMSAIove službene stranice